# Grajevce
Grajevce (en serbe cyrillique : Грајевце) est un village de Serbie situé sur le territoire de la Ville de Leskovac, district de Jablanica. Au recensement de 2011, il comptait 368 habitants.

## Démographie
| 1948 | 1953 | 1961 | 1971 | 1981 | 1991 | 2002 | 2011 |
| ---- | ---- | ---- | ---- | ---- | ---- | ---- | ---- |
| 690  | 719  | 685  | 614  | 586  | 484  | 404  | 368  |

|  |